# 龙脑香醇酮
龙脑香醇酮（英語：Dipterocarpol），别名羟基达玛烯酮II（英語：Hydroxydammarenone II），是一种有机化合物，化学式C30H50O2，可见于Dysoxylum malabaricum、鸦胆子等物种。它是麝香心痛宁及复方丹参滴丸的生物活性组分之一。
它可以羟基藿烷酮为原料经多步反应制得。